# Cantón de Graçay
El cantón de Graçay era una división administrativa francesa, que estaba situada en el departamento de Cher y la región de Centro-Valle de Loira.

## Composición
El cantón estaba formado por seis comunas:
- Dampierre-en-Graçay
- Genouilly
- Graçay
- Nohant-en-Graçay
- Saint-Georges-sur-la-Prée
- Saint-Outrille

## Supresión del cantón de Graçay
En aplicación del Decreto nº 2014-206 de 21 de febrero de 2014, el cantón de Graçay fue suprimido el 22 de marzo de 2015 y sus 6 comunas pasaron a formar parte del nuevo cantón de Vierzon-2.